# Ngô Xương Ngập
Ngô Xương Ngập (chữ Hán: 吳昌岌; ? - 954) là một vị vua nhà Ngô, trị vì từ 951 đến 954 cùng với em trai là Ngô Xương Văn. Sử gọi chung đó là thời Hậu Ngô Vương.

## Thân thế
Ngô Xương Ngập là con trưởng của Ngô Quyền. Theo thần phả, ông đã từng tham gia vào trận đánh thành Đại La (cùng với cậu là Dương Tam Kha làm tiên phong) diệt Kiều Công Tiễn và có dự Trận Bạch Đằng năm 938.

## Ông vua mất ngôi
Năm 944, Ngô Quyền mất, ủy thác Ngô Xương Ngập cho Dương Tam Kha - em Dương hậu vợ của Ngô Quyền. Nhưng Dương Tam Kha cướp ngôi, tự lập mình làm vua, xưng Dương Bình Vương. Ngô Xương Ngập chạy về nhà một hào trưởng là Phạm Chiêm (Phạm Lệnh Công) ở làng Trà Hương, Nam Sách, Hải Dương. Phạm Lệnh Công che chở cho Ngô Xương Ngập, đã ba lần đưa Ngô Xương Ngập vào rừng núi Hun Sơn đào mà trú ẩn, Dương Tam Kha ba lần sai quân đi bắt Ngô Xương Ngập mà không được. Ở đó Ngô Xương Ngập lấy vợ và sinh con là Ngô Xương Xí.
Dương Tam Kha lấy Ngô Xương Văn, con thứ hai của Ngô Quyền làm con nuôi. Từ khi Dương Tam Kha lấy ngôi của nhà Ngô, nhiều nơi không chịu thuần phục, các thủ lĩnh nổi lên cát cứ một vùng thường đem quân đánh chiếm lẫn nhau.

## Người em nhân đức
Năm 950, Dương Tam Kha sai Ngô Xương Văn đi dẹp loạn hai thôn Đường, Nguyễn. Ngô Xương Văn dẫn quân quay lại lật đổ Dương Tam Kha. Xương Văn không giết Tam Kha, chỉ giáng xuống làm Chương Dương công, tự xưng làm Nam Tấn Vương, đóng đô ở Cổ Loa. Ngô Xương Văn cho người đón anh trai Ngô Xương Ngập.
Được Dương thái hậu chuẩn tấu, Ngô Xương Ngập cũng làm vua, là Thiên Sách Vương năm 951. Lúc đó tồn tại hai vua Nam Tấn Vương và Thiên Sách Vương. Sử gọi là Hậu Ngô Vương.
Năm 951, ông cùng Nam Tấn vương đi đánh Đinh Bộ Lĩnh ở Hoa Lư (Ninh Bình) nhưng không thắng phải trở về (xem thêm bài Đinh Bộ Lĩnh).
Ngô Xương Ngập chuyên quyền, không cho Ngô Xương Văn tham gia chính sự. Ngô Xương Ngập còn định trừ Ngô Xương Văn để một mình làm vua, nhưng năm 954, Ngô Xương Ngập lâm bệnh qua đời, làm vua được 4 năm.

## Các con
Sau khi Nam Tấn vương Ngô Xương Văn mất (965), con Xương Ngập là Ngô Xương Xí thế yếu không thể khôi phục nhà Ngô nên đã trở thành một sứ quân và cuối cùng đầu hàng Đinh Bộ Lĩnh.
Theo Phả hệ họ Ngô Việt Nam, Xương Ngập còn một người con nữa, chính là thiền sư Ngô Chân Lưu (933-1011), vốn có tên là Ngô Xương Tỷ, người sau này được Đinh Tiên Hoàng phong làm Khuông Việt đại sư. Như vậy Chân Lưu mới là con cả của Xương Ngập. Căn cứ vào khoảng cách giữa hai ông cháu Ngô Quyền và Chân Lưu (chỉ có 35 năm) và việc Xương Ngập có tham chiến trận diệt Kiều Công Tiễn, có thể suy đoán Ngô Xương Ngập sinh ra khoảng năm 915, khi Ngô Quyền chưa lấy Dương thị con gái Dương Đình Nghệ và như vậy Xương Ngập không phải là con bà Dương thị; tức là Tiền Ngô vương còn một người vợ cả mất sớm và không được sử nhắc đến. Điều này có thể lý giải cho thái độ đối xử với hai người cháu của Dương Tam Kha rất khác nhau: với Xương Ngập thì đã tranh ngôi lại còn tầm nã gắt gao, vì Xương Ngập không phải là cháu do em gái/chị mình sinh ra, còn với Xương Văn thì nhận làm con (nghĩa là có ý định truyền ngôi), đó là vì Xương Văn là con đẻ của bà Dương thị. Có lẽ trong cảnh gia đình gặp tai họa đó, người cha không biết sống chết lúc nào, cậu bé Ngô Chân Lưu (11 tuổi năm 944) đã tìm đến cửa thiền đề thoát nạn.

## Nhận xét
Trong Đại Việt sử ký toàn thư, Ngô Sĩ Liên viết: 
| “ | Nam Tấn đón Xương Ngập về để cùng trông coi chính sự, có thể gọi là người biết kính anh, muốn cho cùng hưởng phú quý. Xương Ngập nên lấy sự mình không có công lao mà nhường ngôi cho em, để cùng hưởng lập, thì đức ấy há chẳng rạng rỡ lớn lao ư? Lại câu nệ về phận đích trưởng, cũng xưng vương, trông coi chính sự, lại chuyên quyền làm oai làm phúc, đến nỗi Nam Tấn Vương không được dự chính sự nữa, thật là mất đạo nghĩa anh em, chí thú rất là ti tiện. | ” |

Ở Quang Đàm, An Hải (huyện cũ), Hải Phòng có một đền thờ Ngô Xương Ngập.